# Vincenzo Stranieri
Vincenzo Stranieri (Manduria, 1960) è un mafioso italiano, uno dei più noti capi della criminalità pugliese.

## Biografia
Vincenzo Stranieri, detto “Stellina” per un tatuaggio a forma di stella sulla fronte, nacque a Manduria (Taranto) e iniziò già all’età di 4 anni a fare i primi furti portando via dalle auto quello che trovava dalle targhe agli stereo.
Dopo essere stato cacciato dalle suore, i genitori lo iscrissero alle scuole elementari comunali dove però continuò ad essere irrequieto e anche aggressivo. Il padre, che faceva il falegname, pur di distrarlo da certe attività lo mandò a imparare il mestiere un signore che riparava bici e motorini passando poi agli ordini di un meccanico fino a quando insieme a un collega si mise al volante di una Fiat 500 schiantandosi contro un muro.
Nell’estate del 1975, quando aveva appena 15 anni, alle giostre conobbe colei che sarebbe diventata sua moglie, Paola Malorgio, più grande di lui di cinque anni. Paola in realtà era fidanzata con un militare e lavorava a Taranto dove Vincenzo venne mandato per terminare la terza media in una scuola dove insegnava una zia. Vincenzo lavorò anche come operaio in un’impresa edile di Manduria.
L’11 febbraio 1975 venne arrestato per la prima volta quando con due amici rubò una 500 scorrazzando nel centro. Dopo una breve detenzione nel carcere minorile di Monteroni (Lecce), il 30 dicembre 1975 fu arrestato una seconda volta per furto e guida senza patente tornando in libertà dopo un mese. Vista la contrarietà delle loro famiglie, Vincenzo e Paola scapparono per una fuga d’amore anche perché lei era già incinta. Vincenzo abbandonò i suoi compagni di strada e tornò a fare il muratore ma il divorzio dal crimine si rivelò temporaneo poiché a un certo punto tornò a fare furti facendo infuriare Paola. Nel novembre del 1976 nacque il loro primo figlio, Antonio, e nell’agosto del 1977, dopo essere di nuovo finito in carcere per il furto di un’auto, gli fu concesso di sposare Paola che nel maggio del 1978 darà alla luce la secondogenita Anna.
Nel frattempo Stranieri entrò a far parte della Nuova camorra pugliese, una costola della Nuova camorra organizzata di Raffaele Cutolo. Secondo quanto raccontato dal pentito cutoliano Pasquale D’Amico, Stranieri fu battezzato tra il 1980 e il 1981 nel carcere di Lecce da Gaetano Belfiore, referente di Cutolo in Puglia. L’arruolamento nell’esercito cutoliano gli conferì quell’autorevolezza che gli mancava trasformandolo in un vero boss. Nel novembre del 1983 fu uno dei protagonisti del sequestro della figlia dell’imprenditore Antonio Fusco di Manduria; nel giugno del 1984 la ragazza verrà liberata dopo il pagamento di un riscatto pari a un miliardo e mezzo ma poco dopo Stranieri e i componenti della banda verranno arrestati. Stranieri, cha ha sempre negato di essere stato uno dei protagonisti del rapimento, per il sequestro a Taranto venne condannato a 26 anni e 9 mesi (in Appello la pena scivolò a 18 anni e 10 mesi) mentre a Bari fu assolto per insufficienza di prove dall’accusa di associazione per delinquere di stampo mafioso.
Il prestigio acquisito con arresti e condanne collezionate negli anni consentirono a Stranieri di comandare le sue truppe dal carcere grazie al cognato Giovanni Malorgio e a più di 100 affiliati; nella sua zona non c’era attività illegale che non fosse nelle sue mani dai furti alle estorsioni passando per le bische clandestine e il traffico di droga. Mentre era in carcere, i boss della 'ndrangheta si posero il problema di arginare l’avanzata di Cutolo e così diedero la possibilità a Pino Rogoli di creare una nuova organizzazione che prenderà poi il nome di Sacra Corona Unita di cui Stranieri fu uno dei cofondatori nonché capo di tutta la provincia di Taranto. Per magistrati e forze dell’ordine Stranieri era un pezzo grosso della SCU tant’è che nel 1988 la Procura di Lecce gli recapitò un mandato di cattura per associazione mafiosa per cui riceverà una condanna a 22 anni e 6 mesi. Poiché con la droga si facevano tanti soldi, Massimo Cinieri, uno degli uomini più fidati di Stranieri, tutt’altro che disposto a restare nelle retrovie, decise di fondare un gruppo autonomo con la conseguenza che la scissione provocò numerosi morti nella seconda metà degli anni Ottanta. Inoltre Cosimo Capodieci, altra vecchia conoscenza del boss, decise di pentirsi e lo accusò di aver fatto uccidere nel 1987 Maurizio Rosito, uno degli uomini di Cinieri; tuttavia nel maggio del 1993 il GIP proscioglierà Stranieri e due suoi uomini per non aver commesso il fatto ritenendo inattendibile la ricostruzione fornita dal pentito.
Inoltre dalle confessioni di Capodieci emerse che la moglie di Stranieri non era affatto estranea alla gestione del clan e così fu arrestata tornando in libertà dopo cinque mesi grazie alla libertà provvisoria. Tre mesi più tardi verrà nuovamente arrestata insieme a un fratello poiché la Procura di Palmi la riteneva coinvolta in un traffico di droga tra la Puglia e la Calabria. La Malorgio restò in carcere 8 anni in tutto e in un’occasione fortuita, con la complicità delle guardie che scesero a fumare, riuscì ad avere intimità con il marito quando venne dato un falso allarme bomba mentre viaggiavano su un furgone della penitenziaria.
Nel frattempo la leadership di Pino Rogoli venne messa in discussione da altri boss che si rifiutarono di riconoscergli la percentuale sui loro affari; Stranieri decise di abbandonare Rogoli, con il quale i rapporti si sono deteriorati, schierandosi con gli scissionisti insieme ai quali nel settembre del 1990 darà vita al gruppo “La Rosa dei Venti”; la nascita di questa nuova organizzazione segnò il definitivo disconoscimento della fede camorristica di matrice cutoliana a favore della 'ndrangheta calabrese.
Tra il 1988 e il 1992 a Stranieri intanto venivano confiscati tre villette, un fondo rustico, un fondo di diverse are, due auto, circa 220 milioni di lire in libretti di risparmio, conti correnti e buoni fruttiferi intestato alla famiglia Stranieri. Pur essendo in carcere dal 1984, Stranieri era sempre un capomafia che con il suo clan controllava diverse zone delle province di Taranto e Brindisi e sua moglie Paola, nel frattempo tornata in libertà, ereditò la guida del gruppo.
Dopo la strage di Capaci del 1992 in cui furono uccisi il giudice Giovanni Falcone, la moglie Francesca Morvillo e gli agenti della scorta, lo Stato reagì istituendo il regime di carcere duro (41 bis) e il nome di Vincenzo Stranieri fu inserito nell’elenco dei primi 236 detenuti più pericolosi d’Italia a cui fu applicato quel regime di massimo isolamento.
Nel 2009 si tornò a parlare di Stranieri quando durante un incontro con i famigliari nel carcere de L’Aquila disse che le guardie carcerarie volevano ammazzarlo. I suoi avvocati presentarono così un esposto alla magistratura.
Nel febbraio del 2012 la Dda di Lecce emise 18 ordinanze di custodia cautelare a carico di presunti esponenti del clan Stranieri tra cui la moglie Paola e il cognato Giovanni che avrebbero condizionato diverse attività imprenditoriali. Due anni dopo in primo grado vennero inflitti 13 anni di carcere a Vincenzo Stranieri e a Paola Malorgio e 12 al cognato Giovanni. In Appello i coniugi prenderanno solo 4 anni, Giovanni solo 3.
Il 13 luglio 2016 dopo 32 anni di carcere Stranieri sarebbe dovuto uscire per finire di scontare un residuo di 2 anni in una colonia agricola di Sulmona ma il ministero dell'Interno decise di prorogare il 41bis.
Nel maggio del 2017, mentre Stranieri era recluso nel carcere di Opera, la figlia Anna denunciò lo stato di abbandono in cui a suo dire era stato lasciato il padre reduce da due interventi chirurgici per l’asportazione delle corde vocali e di parte della laringe per cui gli risultava impossibile deglutire e parlare ed era dimagrito di 20 chili. Non gli fu concesso di curarsi in una struttura esterna poiché nel penitenziario milanese avrebbe potuto ricevere cure adeguate.
Diventato ormai il detenuto recluso al 41-bis da più tempo, alla fine del 2021 Stranieri tornerà in libertà dopo quasi 38 anni con il solo obbligo di firma.
All'inizio del 2023 è stato arrestato suo nipote Vincenzo Antonio D'Amicis insieme ad altri due ragazzi per l'omicidio di un leccese di origine montenegrina, colpevole di aver preteso il pagamento per la fornitura di stupefacenti, non accettando la richiesta di dilazione avanzata dal gruppo.